# Barrule del Sur
El Barrule del Sur (en manés: Baarool Jiass) es la colina más alta del sur de la Isla de Man. En su cúspide posee los restos de un antiguo fuerte, qué, según la creencia popular de la antigua religión manesa, era la residencia del Dios del mar, Manannán mac Lir. 
La colina está rodeada de plantaciones coníferas. En la pendiente suroeste de la colina, se creó la Reserva de Cringle para suplir de agua a la parte sur de la isla. El antiguo nombre de Barrule del sur era Warfield o Wardfell. 
Un sendero corto y recto conecta la pendiente con una pequeña collada, conocida como "La mesa redonda", a través de la cual pasa la ruta Bayr ny Skeddan, la A27 del pueblo Colby y el camino del pueblo de Peel, y la ruta A36 de Sloc.
Existe también una Barrule del Norte en la Isla de Man. La palabra Barrule, de hecho (en manés: Baarool), aparece en el Himno nacional de la Isla de Man, en el que se dice que la isla es "firme como Barrule"